# Agrotis amurensis
Agrotis amurensis är en fjärilsart som beskrevs av Otto Staudinger 1892. Agrotis amurensis ingår i släktet Agrotis och familjen nattflyn. Inga underarter finns listade i Catalogue of Life.